# Elimination Chamber (2013)
Elimination Chamber (2013) (conhecido como No Escape na Alemanha) foi o quarto evento pay-per-view (PPV) de luta livre profissional do Elimination Chamber produzido pela WWE. Aconteceu em 17 de fevereiro de 2013, no New Orleans Arena, em Nova Orleans, Louisiana.
Oito lutas, incluindo uma no pré-Show, foram disputadas no evento. No evento principal, The Rock manteve o Campeonato da WWE contra CM Punk. Em outras lutas de destaque, Jack Swagger derrotou Chris Jericho, Randy Orton, Daniel Bryan, Kane e Mark Henry em uma luta Elimination Chamber para determinar o desafiante número um pelo Campeonato Mundial dos Pesos Pesados na WrestleMania 29. Também no evento, Kaitlyn manteve o Campeonato das Divas contra Tamina Snuka, e The Shield (Dean Ambrose, Roman Reigns e Seth Rollins) derrotaram John Cena, Ryback e Sheamus.
O evento recebeu 213.000 compras em pay-per-view, acima das 178.000 compras recebidas no evento do ano anterior.

## Produção

### Introdução
Elimination Chamber é um evento pay-per-view, produzido todo mês de fevereiro pela WWE desde 2010. O conceito do show é que uma ou duas lutas do evento principal são disputadas dentro da Elimination Chamber, seja com títulos ou oportunidades futuras em campeonatos em jogo. O evento de 2013 foi o quarto evento sob a cronologia da Elimination Chamber e estava programado para ser realizado em 17 de fevereiro de 2013, na New Orleans Arena, em Nova Orleans, Louisiana.
Em 2011, o show foi promovido como "No Escape" na Alemanha, pois temia-se que o nome "Câmara de Eliminação" pudesse lembrar as pessoas das câmaras de gás usadas durante o Holocausto. Foi então promovido como "No Way Out" em 2012, mas retornou ao título "No Escape" em 2013.

### Histórias
As lutas de luta livre profissional na Elimination Chamber apresentaram lutadores profissionais atuando como personagens em eventos pré-determinados pela promoção de hospedagem, WWE. As histórias entre os personagens se desenrolaram nos principais programas de televisão da WWE, Raw e SmackDown.
CM Punk começou a rivalizar com The Rock depois que Punk derrotou Ryback em uma luta Tables, Ladders, and Chairs pelo Campeonato da WWE com a interferência de The Shield. Rock derrotou Punk pelo título no Royal Rumble, depois que The Rock solicitou o reinício da luta quando Mr. McMahon estava prestes a tirar o título de Punk quando as luzes se apagaram e Rock foi colocado na mesa de anunciantes. Na noite seguinte, Punk invocou sua cláusula de revanche pelo título, e no Raw de 11 de fevereiro, seu empresário Paul Heyman negociou com sucesso se Rock perdesse por contagem ou desqualificação, Punk receberia o título.
Big Show começaria a rivalizar com Alberto Del Rio depois de humilhar o locutor de ringue pessoal de Del Rio, Ricardo Rodriguez, sarcasticamente escolhendo-o para lutar contra Big Show pelo Campeonato Mundial dos Pesos Pesados durante a "Champion's Choice Night" no episódio da véspera de Ano Novo de 2012 do Raw, levando a uma vitória por desqualificação para Big Show após a interferência de Del Rio. Em 11 de janeiro de 2013, no episódio do SmackDown, Del Rio derrotou Big Show em uma luta Last Man Standing pelo título. Três dias depois, no Raw, Big Show anunciou que invocaria sua cláusula de revanche no Royal Rumble. Na semana seguinte, ele transformou a luta em Last Man Standing. Del Rio manteve o título após o Royal Rumble quando Rodriguez prendeu as pernas de Big Show na corda inferior, impedindo-o de se levantar. Depois de continuar os ataques um contra o outro, ambos concordaram em outra luta pelo título no Elimination Chamber.
Depois que John Cena anunciou que enfrentaria o Campeão da WWE na WrestleMania 29, o Gerente Geral do SmackDown, Booker T, fez uma luta Elimination Chamber para determinar o desafiante número um pelo Campeonato Mundial dos Pesos Pesados, com apenas seis participantes autorizados a participar vencendo partidas de qualificação emitidas por Booker. T e Theodore Long. Randy Orton derrotou Wade Barrett para se classificar e Daniel Bryan derrotou Rey Mysterio para se classificar também. Kane e Jack Swagger derrotaram Dolph Ziggler e Zack Ryder, respectivamente, para ganhar a qualificação. Com Mark Henry e Chris Jericho fazendo retornos recentes à WWE, ambos exigiram uma vaga. Ambos derrotaram homens que já haviam se classificado para a Elimination Chamber; Henry derrotou Orton e Jericho derrotou Bryan.

## Evento
| Papel:                    | Nome:                  |
| ------------------------- | ---------------------- |
| Comentaristas em inglês   | Michael Cole           |
| Comentaristas em inglês   | Jerry Lawler           |
| Comentaristas em inglês   | John Bradshaw Layfield |
| Comentarista no pre-show  | Tony Dawson            |
| Comentarista no pre-show  | Matt Striker           |
| Comentaristas em espanhol | Carlos Cabrera         |
| Comentaristas em espanhol | Marcelo Rodríguez      |
| Entrevistadores           | Josh Mathews           |
| Anunciadores de ringue    | Lilian Garcia          |
| Anunciadores de ringue    | Justin Roberts         |
| Árbitros                  | Charles Robinson       |
| Árbitros                  | John Cone              |
| Árbitros                  | Mike Chioda            |
| Árbitros                  | Ryan Tran              |
| Árbitros                  | Scott Armstrong        |
| Árbitros                  | Chad Patton            |
| Árbitros                  | Rod Zapata             |

### Pre-show
O pre-show da Elimination Chamber viu Tensai e Brodus Clay derrotarem o Team Rhodes Scholars (Cody Rhodes e Damien Sandow). Clay e Tensai venceram com um Double Splash, estendendo sua invencibilidade.

### Lutas preliminares
A primeira luta que foi ao ar no pay-per-view foi a luta pelo Campeonato Mundial Pesos Pesados, entre Big Show e o atual c[Campeão Mundial de Pesos Pesados Alberto Del Rio. Para finalizar, Del Rio chutou o balde de Ricardo Rodriguez que Show estava segurando em sua cabeça, o que eventualmente o levou a cross arm breaker a vitória por finalização.
A segunda luta contou com o Campeão dos Estados Unidos Antonio Cesaro defendendo seu título contra The Miz, que entrou na luta com uma lesão no ombro por meio de um ataque de Cesaro no Raw. Cesaro acabou vencendo por desqualificação depois de bater na perna de The Miz, fazendo com que ele caísse de joelho na virilha, forçando o árbitro a pedir um golpe baixo. Depois, um Miz frustrado intencionalmente deu um golpe baixo em Cesaro.

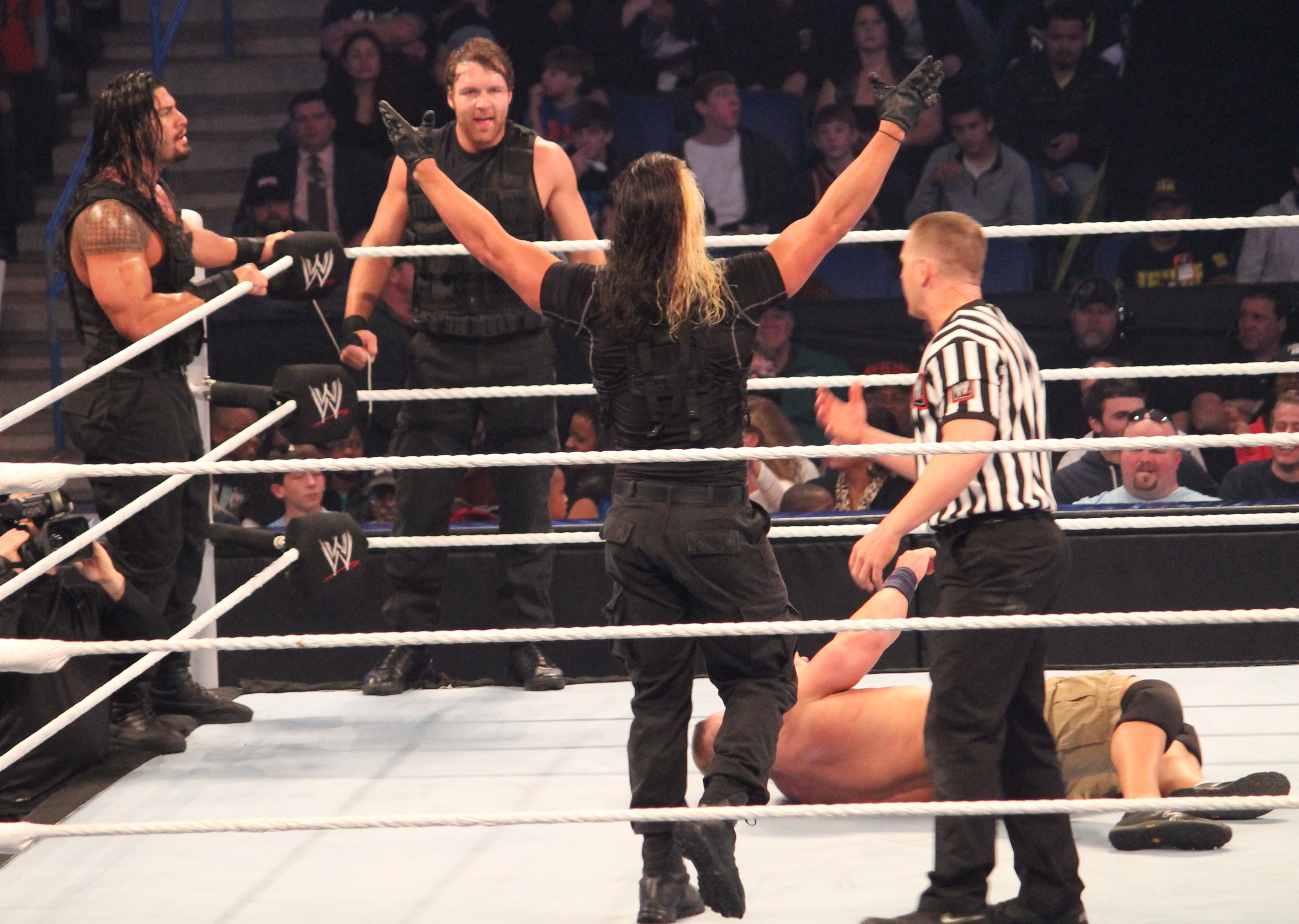
The Shield no evento

A terceira luta foi a Elimination Chamber, que envolveu Mark Henry, Daniel Bryan, Randy Orton, Kane, Chris Jericho e Jack Swagger. Jericho e Bryan começaram a luta, enquanto os outros quatro competidores estavam trancados dentro de 'pods'. Um pod de cada vez foi aberto durante a luta em intervalos de quatro minutos, liberando um lutador na luta. Swagger foi o primeiro lutador lançado, seguido por Kane, Orton e, finalmente, Henry. Antes de Henry entrar na luta, todos os cinco estavam derrotados. Henry usou o World's Strongest Slam para fazer o pin em Bryan e eliminá-lo após aproximadamente 16 minutos e meio. Kane também foi eliminado por Henry da mesma forma. Swagger, Jericho e Orton se uniram para eliminar Henry, depois de um Big Boot de Swagger, Codebreaker de Jericho e um RKO de Orton para imobilizar Henry aos 23 minutos. Depois que Henry foi eliminado, ele entrou novamente na câmara e executou o World's Strongest Slam nos três. Jericho foi o próximo homem a ser eliminado, após um RKO de Orton. Imediatamente após o pin, Swagger rolou Orton para vencer e se tornar o desafiante número 1 pelo Campeonato Mundial dos Pesos Pesados na WrestleMania 29.
A luta seguinte foi uma luta de duplas de 6 homens entre a equipe de heróis de John Cena, Sheamus e Ryback contra The Shield (Dean Ambrose, Roman Reigns e Seth Rollins). A equipe face assumiu o controle do início da luta com Cena, Ryback e Sheamus marcando um ao outro e derrotando Seth Rollins. A partida ficou desequilibrada quando Reigns e Ambrose interferiram. Reigns então lançou Sheamus através da barricada. Depois do que parecia ser um retorno da unidade de Cena, Reigns também atacou Ryback quando ele estava indo para um Shell Shock em Rollins, que o derrotou enquanto Cena estava preocupado.
A quinta partida da noite foi uma partida não anunciada entre Dolph Ziggler e Kofi Kingston. Ziggler foi pego por um Trouble in Paradise de Kingston, mas só conseguiu uma contagem de dois quando Big E Langston puxou Ziggler para a segurança. Depois de jogar Kingston no poste do ringue, Ziggler conectou com um Zig Zag para a vitória. Após a luta, Langston, que liderou a entrada com Ziggler e AJ Lee, voltou ao ringue para atacar Kingston, eventualmente derrubando-o com o Big Ending.
A sexta luta foi a luta pelo Campeonato das Divas entre Tamina Snuka e a atual campeã Kaitlyn. Tamina foi para o Superfly Splash, mas errou, recebendo um spear da campeã para o pin vencedor.

### Evento principal

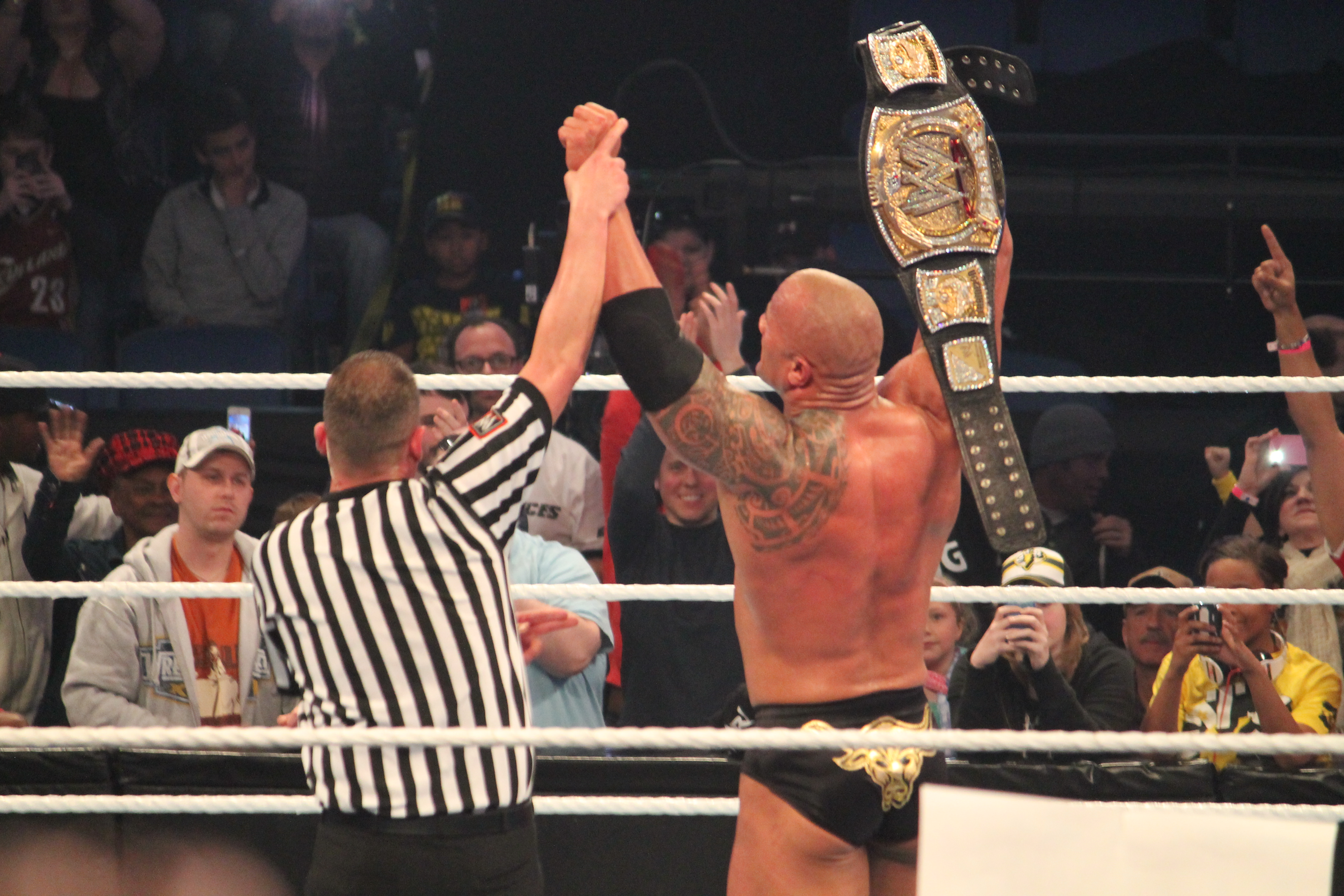
The Rock depois de reter o Campeonato da WWE no evento.

No evento principal, The Rock enfrentou CM Punk pelo Campeonato da WWE. Perto do final, Punk executou um Irish Whip on Rock, então Rock executou Rock Bottom em Punk para uma quase queda. o que fez com que Rock derrubasse o árbitro Mike Chioda, que estava distraído por Paul Heyman, no chão. Punk executou o GTS on Rock, e obteria uma contagem em Rock, mas como o árbitro foi nocauteado, o pin não foi contado. Depois que The Rock rebateu uma segunda tentativa de GTS com um People's Elbow no punk por quase uma queda, Punk acidentalmente rolou no tornozelo do árbitro substituto, tornando-o indisponível pelo resto da partida. Momentos depois, Rock se abaixou quando Punk tentou acertá-lo com seu cinturão, em vez disso, atingiu Heyman. Isso permitiu que Rock executasse um segundo Rock Bottom em Punk para vencer a partida. Isso significava que The Rock iria para a WrestleMania 29 para defender seu título contra o vencedor do Royal Rumble John Cena em uma revanche da WrestleMania XXVIII.

## Resultados
| Nº                                          | Resultados                                                                                               | Estipulações | Tempo |
| ------------------------------------------- | --- | --- | ----- |
| Pré- show                                   | Brodus Clay e Tensai (com Cameron e Naomi) derrotaram Team Rhodes Scholars (Cody Rhodes e Damien Sandow) | Luta de duplas                                                                                                   | 4:07  |
| 1                                           | Alberto Del Rio (c) (com Ricardo Rodriguez) derrotou Big Show                                            | Luta individual pelo Campeonato Mundial dos Pesos Pesados                                                        | 13:05 |
| 2                                           | Antonio Cesaro (c) derrotou The Miz por desqualificação                                                  | Luta individual pelo Campeonato dos Estados Unidos                                                               | 8:21  |
| 3                                           | Jack Swagger (com Zeb Colter) derrotou Randy Orton, Chris Jericho, Mark Henry, Kane e Daniel Bryan       | Luta Elimination Chamber para determinar o desafiante ao Campeonato Mundial dos Pesos Pesados na WrestleMania 29 | 31:18 |
| 4                                           | The Shield (Dean Ambrose, Seth Rollins e Roman Reigns) derrotou John Cena, Ryback e Sheamus              | Luta de trios | 19:43 |
| 5                                           | Dolph Ziggler (com AJ Lee e Big E Langston) derrotou Kofi Kingston                                       | Luta individual                                                                                                  | 3:57  |
| 6                                           | Kaitlyn (c) derrotou Tamina Snuka                                                                        | Luta individual pelo Campeonato das Divas                                                                        | 3:16  |
| 7                                           | The Rock (c) derrotou CM Punk (com Paul Heyman)                                                          | Luta individual pelo Campeonato da WWE se The Rock fosse desqualificado ou contado, perderia o título.           | 20:55 |
| (c) – Refere-se aos campeões antes da luta. | | |       |

### Entradas e eliminações na luta Elimination Chamber
| Eliminação | Lutador       | Entrada | Eliminado por | Método de eliminação                     | Tempo |
| ---------- | ------------- | ------- | ------------- | ---------------------------------------- | ----- |
| 1          | Daniel Bryan  | 2       | Mark Henry    | Eliminado após um World's Strongest Slam | 16:35 |
| 2          | Kane          | 4       | Mark Henry    | Eliminado após um World's Strongest Slam | 18:22 |
| 3          | Mark Henry    | 6       | Randy Orton   | Eliminado após um RKO                    | 23:20 |
| 4          | Chris Jericho | 1       | Randy Orton   | Eliminado após um RKO                    | 31:13 |
| 5          | Randy Orton   | 5       | Jack Swagger  | Eliminado após um roll up                | 31:18 |
| Vencedor   | Jack Swagger  | 3       | N/A           | N/A                                      | N/A   |